# Eugen Holdermann
Eugen Holdermann (* 29. März 1852 in Heidelberg; † 27. Januar 1906 in Karlsruhe) war ein deutscher Apotheker und Fabrikant.

## Leben
Eugen Holdermann besuchte in seiner Vaterstadt das Gymnasium und trat 1867 bei Dr. Vulpius in  Boxberg in die Lehre und schloss diese 1870 in Mosbach mit der Vorprüfung ab. Auch seine Assistentenzeit verbrachte er in Boxbach, außerdem in Karlsruhe, Donaueschingen und nachdem er 1873 seine Militärzeit abgeleistet hatte auch noch in Hildesheim.
Mit 21 Jahren begann er sein Pharmaziestudium an der Universität Heidelberg und legte 1875 das pharmazeutische Staatsexamen ab und promovierte kurz darauf unter Bunsen zum Dr. phil. Eigentlich wollte Holdermann die akademische Laufbahn einschlagen, ging aber 1875 als Gehilfe in die Heidelberger Universitätsapotheke und übernahm später die Verwaltung der Siegfriedschen Apotheke in Zofingen. Auf einen Vorschlag von Bunsen hin wurde er 1876 als Assistent in die neu geschaffene klinische Apotheke in Heidelberg eingestellt. 1878 erhielt er die Konzession der Apotheke in Seelbach bei Lahr und richtete dort ein Großlaboratorium eine Mineralwasserfabrik ein. In dem heute zu Baden-Baden gehörenden  Lichtental erhielt Holdermann 1887 die Berechtigung zur Führung der Apotheke, an die er ebenfalls ein Herstellungslabor für pharmazeutische Präparate und eine Mineralwasserfabrik anschloss.
In Karlsruhe bildete er sich nebenbei durch bakteriologische Studien weiter. 1903 richtete er die Hilda-Apotheke in Karlsruhe mit einem pharmazeutischen und einen wissenschaftlichen Labor ein.
Bereits 1879 legte er mit seinem Apothekenlabor in Seelbach die Grundlage für die Firma Holdermann in Baden-Baden, die sein Sohn Richard († 1966) zu einer bedeutenden pharmazeutischen Großhandlung ausbaute. Dort wurden unter anderem große Mengen volumetrischer Lösungen zum Verkauf hergestellt. Über deren Herstellung und Anwendung verfasste er ein Heftchen und veröffentlichte dieses und wurde damit einer der Wegbereiter für die Maßanalyse in der Pharmazie. 1904 gelang ihm im Labor seiner Karlsruher Apotheke erstmals die Herstellung von Hydrargyrum oxycyanatum verum (Im Erg B. des DAB 6), das im Merck-Verzeichnis als Hydrargyrum oxycyanatum Holdermann aufgeführt wird. Er war von 1887 bis 1891 Mitarbeiter an der Real-Encyclopädie der Pharmazie.

### Werke
- Über eine Verunreinigung der offizinellen Salzsäure mit Phosphorsäure (1878)
- Über die Bestimmung des Morphiums auf jodometrischen Wege (Vortrag auf der Versammlung der Naturforscher und Ärzte in Heidelberg, 1889)
- Hagers Untersuchungen (mit H. Hager), 2. umgearbeitete Aufl., 2. Bd., Leipzig (1888)
- Chemische Reagentien und Reaktionen des Arzneibuchs (mit E. Kindle, 1901)

### Quelle
- Wolfgang-Hagen Hein, Holm-Dietmar Schwarz (1975): Deutsche Apotheker-Biographie Band I Seite 286/287, wissenschaftliche Verlagsgesellschaft mbH, Stuttgart

| Personendaten    | Personendaten                     |
| ---------------- | --------------------------------- |
| NAME             | Holdermann, Eugen                 |
| KURZBESCHREIBUNG | deutscher Apotheker und Fabrikant |
| GEBURTSDATUM     | 29. März 1852                     |
| GEBURTSORT       | Heidelberg                        |
| STERBEDATUM      | 27. Januar 1906                   |
| STERBEORT        | Karlsruhe                         |